# 上野景範
上野 景範（うえの かげのり、1845年1月8日（天保15年12月1日） - 1888年（明治21年）4月11日）は明治時代の日本の外交官。通称、敬助、敬介。13歳で長崎に赴き、まず蘭学、ついで英学を修めた。
薩摩国鹿児島郡出身。英学に明るく、明治維新後にハワイの元年者移民問題などに当たり、駐米・英・墺などの全権公使を歴任。後に元老院議官となった。趣味は油絵。明治6年（1873年）5月、内閣に提議した李氏朝鮮との修好条約締結問題における意見書は、征韓論の端緒となり、明治六年政変を引き起こすこととなる。

## 経歴
天保15年（1844年）12月1日、薩摩国鹿児島近在塩屋村（現在の鹿児島県鹿児島市甲突町）にて唐通事・泰助と雪夫妻の長男として出生。通称は敬助、敬介。
安政3年（1856年）、長崎にて蘭学を学ぶも、後に英学に転じる。文久2年（1862年）、英学をより学ぶため上海に密航。翌3年（1863年）幕府の横浜鎖港談判使節団・池田長発一行の上海寄港に遇し、渡欧を企てるも失敗。長崎に送還される。
元治元年（1864年）、薩摩藩が設立した洋学教育学校「開成所」にて句読師となり、森有礼（初代文部大臣・明治六大教育家・商法講習所（現在の一橋大学）の創設者）等に英語を教える。後にイギリスとの折衝役。
慶応元年（1865年）、奄美大島の製糖工場建設に携わったアイルランド人技術者・トーマス・ウォートルスの通訳を務める。
慶応4年（1868年）、寺島宗則の引きにより、明治新政府において外国事務局御用掛。明治元年（1868年）3月、横浜裁判所御用掛。同年3月 - 明治2年（1869年）、日本最初の造幣器械購入のため香港差遣。
明治2年（1869年）4月、燈明台掛（後の海上保安試験研究センター）・運上所掛に兼勤。イギリス人技術者・リチャード・ヘンリー・ブラントンとともに、神子元島灯台（静岡県）、樫野埼灯台（和歌山県）、伊王島灯台（長崎県）、六連島灯台（山口県）、佐多岬灯台（鹿児島県）等の建築に携わる。同年7月、新貨幣発行に関し、大蔵大輔・大隈重信の邸宅にて大隈・中井弘・町田久成等と協議（後に大隈は新貨幣の図案を彫金家の加納夏雄と弟子の益田友雄他2名に、文字を大蔵省に勤めている書家の石井潭香に委託することを決定）。同年8月、民部監督正。
明治2年（1869年）9月から明治3年（1870年）2月まで特命全権公使としてハワイ王国に差遣。先立ってハワイ王国へ集団移住していた日本人、いわゆる「元年者」が現地にて労働環境など様々な問題に直面し、それが国際的に報道されたため、政府の命により特命全権公使として米汽船ジャパン号でハワイに赴く。帰国希望の日本人40名、他3名が帰国し、王国側は移民の募集を行ったハワイ国駐日総領事・ユージン・ヴァン・リードの罷免を確約。
明治3年（1870年）5月、民部権少丞。同年6月から明治4年（1871年）8月まで大蔵大丞、特別弁務使として英国差遣。差添に前島密。鉄道敷設のために日本政府がホレーショ・ネルソン・レイ・前清国総税務司（駐日英公使ハリー・パークスの友人）との間に結んだ資金借入・技術者雇用等に関する契約において、レイによる不正行為が発覚した件で、大蔵少輔・伊藤博文の命を受け英国に赴き、契約を破棄する。オリエンタル・バンクとの間で鉄道建設用外債募集契約に成功。また、租税権頭。
この前後、民部鉄道掛の井上勝、英国人技師長エドモンド・モレル達と共に鉄道敷設工事を進める（明治5年（1872年）5月7日には日本初の鉄道「新橋駅 - 横浜駅」間18マイルが仮開業）。
明治4年（1871年）9月、横浜運上所・初代長官（～5年2月）。この前後、旧幕臣・八十岡清三郎の長女・幾子と結婚、後に4人の子供をもうける。孫には景福（東京大学教授）。
明治5年（1872年）2月、大蔵省3等出仕。同年6月、渋沢栄一・是月栄一・井上馨達と連名で、正院に製紙事業を興すための建議を行う（後の王子製紙）。同年9月、外務省3等出仕。同年9月から明治6年（1873年）まで、米国在勤（弁理公使・外務少輔・外務卿代理）。
明治6年（1873年）、小笠原諸島の領有権問題に関し、駐日英公使パークスの訪問をうける。同年3月25日、輸入薬品試験を行う施設の設立を求める上申書を政府に提出（後の東京試薬場）。同年6月12日、内閣に議案として提出した在朝鮮日本公館を巡る問題について開かれた閣議に出席。「朝鮮より退去するか、居留民保護のため武力を用いてでも修好条約を締結するか」という旨の外務省案を提示。同年7月から明治12年（1879年）4月まで、英国在勤（特命全権公使）。
明治8年（1875年）、在英国日本公使館においてオスマン帝国駐英大使と協議し、日・トルコ両国外交関係樹立の可能性を探った。
明治12年（1879年）、帰国途中、5ヶ月の三男が病死、アデンにて埋葬。同年9月、条約改正取調御用掛。
明治13年（1880年）2月、外務大輔。外務卿・井上馨の下で条約改正交渉に尽力。
明治14年（1881年）7月、兼議定官。同年、鬱陵島の渡航問題に関し、李氏朝鮮より外務卿代理として抗議を受ける。
明治15年（1882年）7月より明治17年（1884年）9月まで、特命全権公使としてオーストリア＝ハンガリー帝国に在勤。帰国後、明治18年（1885年）2月から10月まで元老院議官に就任。その間に従四位・正四位を経て、1888年（明治21年）4月10日に従三位を叙された。
明治21年（1888年）4月11日、死去（享年45）。

## 栄典
位階
- 明治2年9月25日 - 正七位[8]
- 明治3年6月17日 - 従五位[8]
- 明治5年10月8日 - 正五位[8]
- 1874年（明治7年）11月5日 - 従四位[8]
- 1885年（明治18年）10月1日 - 正四位[8][9]
- 1888年（明治21年）4月10日 - 従三位[8][10]

勲章
- 1878年（明治11年）2月6日 - 勲三等旭日中綬章[8]
- 1882年（明治15年）9月15日 - 勲二等旭日重光章[8]

外国勲章佩用允許
- 1879年（明治12年）11月1日
  - イサベル・ラ・カトリカ勲章（英語版）グランクルス（スペイン王国）[8]
  - ヴィラ・ヴィソーザ無原罪の聖母騎士団勲章（英語版）グランクルス（ポルトガル王国）[8]
- 1880年（明治13年）6月30日 - イタリア王冠勲章（英語版）グランデ・ウッフィチャーレ（イタリア王国）[8]
- 1883年（明治16年）4月10日 - イタリア王冠勲章グランコルドーネ（イタリア王国）[8]

## 著作
- 吉元正幸 「上野景範布哇国渡海日記」『研究年報』第11巻 p.63_a-33_a、鹿児島県立短期大学地域研究所、1983年3月, NAID 110000039736
- 吉元正幸 「出崎中日記」『研究年報』第12巻 p.9_a-1_a、鹿児島県立短期大学地域研究所、1984年3月、NAID 110001033907
- 吉元正幸 「上野景範渡米日記」『研究年報』第14巻 p.47_a-37_a、鹿児島県立短期大学地域研究所、1986年3月、NAID 110000039748

## 関連文献
- 大久保利謙 「幕末の長崎と上野景範 : 長崎と薩摩の文化交渉史の断片」（長崎史談会編 『長崎談叢』第51輯、1971年7月）
  - 大久保利謙著 『大久保利謙歴史著作集 5 幕末維新の洋学』 吉川弘文館、1986年8月、ISBN 4642035958
- 門田明「日本近代化と上野景範 : 鹿児島県立短期大学40周年記念講演」『研究年報』第19号、鹿児島県立短期大学、1991年3月、1-10頁、NAID 110000039761。
- 園田光司「わが国最初の外債発行による鉄道創設--上野景範の業績を中心として」『東京国際大学論叢 商学部編』第40号、東京国際大学、1989年、1-31頁、ISSN 09124500、NAID 40004621793。
- 犬塚孝明 「上野景範」朝日新聞社編 『朝日日本歴史人物事典』 朝日新聞社、1994年11月、ISBN BN11496694
- 安岡昭男 「上野景範公使の西葡両国訪問」（『政治経済史学』第364号、日本政治経済史学研究所、1996年10月、NAID 40002048420）
- 兒玉正昭 「元年者移民と上野景範のハワイ派遣」（『すずらん』第44号、鈴峯女子短期大学、2002年6月、16-18頁）
- 安岡昭男 「上野景範」（伊藤隆、季武嘉也編 『近現代日本人物史料情報辞典』 吉川弘文館、2004年7月、ISBN 4642013415）